# 1694
| [ Edytuj tabelę ]              | |
| Król Polski                    | - 1674 Jan III Sobieski 1696 |
| Współksiążęta Andory           | - 1689 Oleguer de Montserrat i Rufet 1694 - 1643 Ludwik XIV 1715                                                                              |
| Król Anglii i Szkocji          | - 1689 Wilhelm III Orański 1694 - 1689 Maria II 1694 - 1694 Wilhelm III Orański 1702                                                          |
| Elektor Bawarii                | - 1679 Maksymilian II Emanuel 1726 |
| Elektor Brandenburgii          | - 1688 Fryderyk III 1701 |
| Sułtan Brunei                  | - 1690 Nassaruddin 1705 |
| Cesarz Chin                    | - 1661 Kangxi 1722 |
| Król Czech                     | - 1657 Leopold I Habsburg 1705 |
| Król Danii                     | - 1670 Chrystian V 1699 |
| Dalajlama                      | - 1683 Cangjang Gjaco 1706 |
| Cesarz Etiopii                 | - 1682 Ijasu Wielki 1706 |
| Król Francji                   | - 1643 Ludwik XIV 1715 |
| Król Hiszpanii                 | - 1665 Karol II 1700 |
| Landgraf Hesji-Kassel          | - 1670 Karol I Heski 1730 |
| Stadhouder Holandii            | - 1672 Wilhelm III Orański 1702 |
| Szach Iranu                    | - 1666 Safi II 1694 - 1694 Sultan Husajn 1722                                                                                                 |
| Państwo Wielkich Mogołów       | - 1658 Aurangzeb 1707 |
| Król Irlandii                  | - 1689 Wilhelm III Orański 1702 |
| Cesarz Japonii                 | - 1687 Higashiyama 1709 |
| Kalif                          | - 1691 Ahmed II 1695 |
| Patriarcha Konstantynopola     | - 1693 Dionizy IV Muzułmanin 1694 - 1694 Kallinik II 1702                                                                                     |
| Władca Korei                   | - 1674 Sukjong 1720 |
| Książę Kurlandii i Semigalii   | - 1682 Fryderyk Kazimierz Kettler 1698 |
| Sułtan Maroka                  | - 1672 Maulaj Isma’il 1727 |
| Książę Monako                  | - 1662 Ludwik I 1702 |
| Król Nawarry                   | - 1643 Ludwik XIV 1710 |
| Król Norwegii                  | - 1670 Chrystian V 1699 |
| Sułtan Omanu                   | - 1692 Sajf I ibn Sultan 1711 |
| Elektor Palatynatu             | - 1690 Jan Wilhelm 1716 |
| Papież                         | - 1691 Innocenty XII 1700 |
| Książę Parmy i Piacenzy        | - 1646 Ranuccio II 1694 - 1694 Franciszek 1727                                                                                                |
| Król Portugalii                | - 1683 Piotr II 1706 |
| Książę w Prusach               | - 1688 Fryderyk 1701 |
| Car Rosji                      | - 1682 Iwan V 1696 - 1682 Piotr I Wielki 1725                                                                                                 |
| Cesarz Rzymski (niemiecki)     | - 1658 Leopold I Habsburg 1705 |
| Kapitanowie Regenci San Marino | - 1693 Giuliano Belluzzi Melchiorre Martelli 1694 - 1694 Giuseppe Loli Gaspare Calbini 1694 - 1694 Bernardino Leonardelli Lorenzo Giangi 1695 |
| Elektor Saksonii               | - 1691 Jan Jerzy IV Wettyn 1694 - 1694 Fryderyk August I (król Polski) 1733                                                                   |
| Król Szwecji                   | - 1660 Karol XI 1697 |
| Król Tajlandii                 | - 1688 Phet Racha 1703 |
| Sułtan Turków                  | - 1691 Ahmed II 1695 |
| Doża Wenecji                   | - 1688 Francesco Morosini 1694 - 1694 Silvestro Valiero 1700                                                                                  |
| Król Węgier                    | - 1655 Leopold I 1705 |
| Książęta Wirtembergii          | - 1677 Eberhard Ludwik 1733 |

Rok 1694 / MDCXCIV
stulecia: XVI wiek ~
XVII wiek ~
XVIII wiek

lata: 1684 «
1689 «
1690 «
1691 «
1692 «
1693 «
1694
» 1695
» 1696
» 1697
» 1698
» 1699
» 1704

## Wydarzenia w Polsce
- 18 kwietnia – Kazimierz Jan Sapieha został obłożony klątwą.
- 11 czerwca – awantury mołdawskie: zwycięstwo wojsk polskich nad siłami Chanatu Krymskiego w bitwie pod Hodowem.
- 6 października – wojna z Turcją: wojska polsko-litewskie pod wodzą hetmana Jabłonowskiego zwyciężyły Tatarów w bitwie pod Uścieczkiem.

## Wydarzenia na świecie
- 1 marca – angielski dwupokładowy okręt liniowy III-rangi HMS „Sussex” zatonął w czasie sztormu w pobliżu Gibraltaru wraz z admirałem Whelerem i całą 500-osobową załogą, z wyjątkiem dwóch osób. Ten sam sztorm pochłonął również 5 innych okrętów wojennych Royal Navy i 6 statków handlowych. Na pokładzie „Sussexa” znajdował się ładunek 10 ton złotych monet wartych milion ówczesnych funtów (obecnie wartych ponad 500 milionów $) przeznaczonych dla księcia Sabaudii Wiktora Amadeusza.
- 27 maja – wojna Francji z Ligą Augsburską: zwycięstwo Francuzów nad siłami hiszpańskimi w bitwie nad rzeką Ter.
- 29 czerwca – wojna Francji z Ligą Augsburską: w bitwie pod Texel eskadra francuska pobiła eskadrę holenderską ratując transport zbożowy z Gdańska dla głodującej Francji.
- 27 lipca – powstał Bank of England.
- 11 grudnia – Franciszek I został księciem Parmy.

## Urodzili się
- 3 stycznia – Paweł od Krzyża, włoski zakonnik, założyciel pasjonistów, święty katolicki (zm. 1775)
- 6 stycznia – Rafał Chyliński, polski franciszkanin, błogosławiony katolicki (zm. 1741)
- 25 sierpnia – Teodor I Neuhoff, niemiecki wojskowy, dyplomata i awanturnik, król Korsyki w 1736 (zm. 1756)
- 21 listopada – Wolter, francuski filozof i pisarz okresu oświecenia (zm. 1778)
- 31 grudnia – Jan Alcober, hiszpański dominikanin, misjonarz, męczennik, święty katolicki (zm. 1748)

## Zmarli
- 17 lutego – Antoinette Des Houlières, pisarka francuska (ur. 1638)
- 27 kwietnia – Jan Jerzy IV, elektor Saksonii (ur. 1668)
- 22 sierpnia – Bernard z Offidy, włoski kapucyn, błogosławiony Kościoła katolickiego (ur. 1604)
- 29 listopada – Marcello Malpighi, włoski biolog i lekarz, twórca anatomii mikroskopowej (ur. 1628)
- 28 grudnia – Maria II Stuart, królowa Anglii, Szkocji i Irlandii (ur. 1662)

## Święta ruchome
- Tłusty czwartek: 18 lutego
- Ostatki: 23 lutego
- Popielec: 24 lutego
- Niedziela Palmowa: 4 kwietnia
- Wielki Czwartek: 8 kwietnia
- Wielki Piątek: 9 kwietnia
- Wielka Sobota: 10 kwietnia
- Wielkanoc: 11 kwietnia
- Poniedziałek Wielkanocny: 12 kwietnia
- Wniebowstąpienie Pańskie: 20 maja
- Zesłanie Ducha Świętego: 30 maja
- Boże Ciało: 10 czerwca